# Rottweiler
Rottweiler är en hundras av molossertyp från Tyskland. Den är en brukshund med användning som vakt-, polis- och militärhund. Med tiden har den blivit vanligare som sällskaps- och utställningshund. I en undersökning 2012/2013 utnämndes rottweilern till en av världens tjugo populäraste hundraser. Sedan 1990-talet har rottweilern även blivit en av Sveriges populäraste hundraser.

## Historia
Rottweilern har fått sitt namn efter staden Rottweil i Württemberg där det under många hundra år fanns en boskapsmarknad. Molosserhundar användes som vagnshundar och boskapsdrivande hundar, de kallades även Metzgerhunde (slaktarhundar). Boskapshundarna skulle inte bara driva boskapen till marknader och slakthus, de skulle också skydda boskapsdrivarna mot exempelvis rövare.
Dessa boskaps- och vagnshundar i södra Tyskland anses härstamma från molosserhundar som romarna lämnade efter sig på 400-talet.[källa behövs] Variationen bland dem var mycket stor, såväl vad gäller färg som hårlag. Många var mer lika sennenhundar än dagens rottweiler.
Under andra halvan av 1800-talet överfördes boskapstransporterna till järnväg och behovet av boskapsdrivande hundar försvann. Den sydtyska boskapshunden var nära att dö ut, i själva staden Rottweil lär det 1905 bara ha funnits en enda tik kvar.[källa behövs] 1901 inleddes räddningsarbetet och 1907 bildades den första rasklubben för rottweiler. Sedermera startades ytterligare två konkurrerande klubbar, men 1924 gick klubbarna samman och enades om en gemensam rastyp.
På grund av rottweilerns arbetsvilja och inlärningsförmåga beslutades det 1910 att den som fjärde ras skulle användas av det tyska polisväsendet; de tre tidigare raserna var schäfer, dobermann och airedaleterrier. Rasen hade fått ett nytt användningsområde som skapade ett förnyat intresse.

## Egenskaper
Rottweiler har lätt för att lära och är lydiga men kräver åtskillig mental och fysisk stimulans för att komma till sin rätt. På grund av hundens storlek och styrka bör lydnadsträningen starta medan valpen fortfarande är liten. Den kräver en bestämd och fast men följsam ägare. Rasen räknas av många som en hund som inte lämpar sig för oerfarna hundägare. Tikarna är mindre dominanta än hanarna och kräver mindre av sin ägare, med avseende på bestämdhet. I gengäld utvecklar rottweilern starka band till sin ägare.
Den har vanligen ett starkt och stabilt psyke. Med rätt behandling är den en lugn, vänlig och godmodig hundras som är tålmodig med barn, tillgiven och följsam. De kan också vara mycket lekfulla. Den mår bra av mycket uppmärksamhet. Motion, mental stimulans, lydnadsträning och en trygg, säker levnadssituation är viktigt för att hunden skall fungera i familjen och samhället. En rottweiler som hanteras med grymhet kan utvecklas till en nervös, aggressiv hund som med sin kraft är ett hot för sin omgivning.
Rottweilern är i allmänhet en tyst hund som sällan skäller. Om den känner sig hotad varnar den sällan genom att morra, vilket är ett av rasens karaktärsdrag.[källa behövs] En observant ägare märker dock lätt när hunden känner sig hotad.
Hanhunden kan vara dominant mot andra hanhundar, det vill säga att den inte tolerera andra hanar i sin närhet. Tidiga möten med många människor, djur och situationer är viktigt för att lära hunden att hantera okända situationer.

## Utseende
Rottweiler är en medelstor till stor, kraftig hund. Käkarna är kraftiga och breda. Bröstet är djupt och bör räcka ner till rottweilerns armbågar, vilket ger hunden god lungkapacitet. Ryggen är slät och skall aldrig vara sluttande.
Pälsen är så kallad dubbelpäls, det vill säga att den består av täckhår och underull. Färgen är svart med väl avgränsade fläckar i ljusbrun nyans på kinder, nos, halsens undersida, bröst och ben samt över ögonen och undre svansroten. Läpparna är svarta, ögonen är bruna, nosen är svart och öronen är hängande och trekantiga.

## Hälsa
Rottweiler har precis som andra storvuxna raser höft-, knä- och benproblem; specifikt höftledsdysplasi (HD) och armbågsledsdysplasi (ED). Även andra sjukdomar som förekommer är till exempel entropion, men detta är inget stort problem hos svenska rottweilers.[källa behövs] Rottweilers är inte värmetåliga. Det är inte ovanligt att de snarkar.[källa behövs]